# Macomer
Macomer – miejscowość i gmina we Włoszech, w regionie Sardynia, w prowincji Nuoro. Graniczy z Birori, Bolotana, Bonorva, Borore, Bortigali, Scano di Montiferro, Semestene i Sindia.
Według danych na rok 2019 gminę zamieszkiwało 9792 osób, 80 os./km².